# El Colegio Nacional (México)
El Colegio Nacional fue fundado en México por decreto del presidente Manuel Ávila Camacho en 1943, como una institución que agruparía a los científicos, artistas y literatos mexicanos más destacados, con el propósito de impartir enseñanzas que representen la sabiduría de la época; esforzándose porque el
conocimiento especializado de cada una de las cátedras concurra, fundamentalmente, a
fortalecer la conciencia de la nación, perpetuada en generaciones sucesivas de personas
relevantes por su ciencia y virtudes. Su lema es: "Libertad por el saber".

## Decreto de creación
En el decreto de creación se imponía un número de veinte miembros para El Colegio Nacional, que debían ser mexicanos por nacimiento, y se especificaba a sus quince miembros fundadores. Se establecía que los miembros del Colegio debían impartir conferencias sobre su especialidad en las instalaciones del mismo, y que dichas conferencias deberían de ser abiertas a todo público y gratuitas. La sede del Colegio se estableció en la Ciudad de México.
Se implantaba el carácter vitalicio de la membresía del colegio, y se especificaban las condiciones para perderla.

### Decreto de ampliación de 1971
El presidente Luis Echeverría Álvarez emitió un decreto en el cual se aumentaba a cuarenta el número de miembros de El Colegio Nacional. Se daba la opción a los miembros de cumplir con sus obligaciones de divulgación fuera de la Ciudad de México, y se establecía que, para aquellos que fuesen mayores de setenta años, dichas actividades no serían obligatorias, sino potestativas.
Se admitía como miembros a quienes fuesen mexicanos por naturalización, pero con la condición de que tuvieran al menos diez años de haber adquirido la nacionalidad.

### Decreto de 1995
El presidente Ernesto Zedillo Ponce de León modificó el artículo sexto del decreto de ampliación de 1971, para permitir que mexicanos por naturalización pudieran integrarse a El Colegio Nacional sin importar la fecha en la que hubieren efectuado su cambio de nacionalidad.

## Miembros fundadores
- Alfonso Reyes Ochoa, autor mexicano.
- Diego María Rivera y Barrientos, pintor.
- José Vasconcelos Calderón, filósofo.
- José Clemente Ángel Orozco Flores, pintor.
- Enrique González Martínez, autor mexicano.
- Ezequiel Adeodato Chávez Lavista, educador.
- Antonio Caso Andrade, filósofo.
- Ignacio Chávez Sánchez, cardiólogo.
- Jacobo Isaac Ochoterena y Mendieta, biólogo.
- Manuel Uribe Troncoso, oftalmólogo.
- Carlos Antonio de Padua Chávez y Ramírez, compositor.
- Mariano Azuela González, autor mexicano.
- Manuel Sandoval Vallarta, físico.
- Alfonso Caso Andrade, arqueólogo.
- Ezequiel Ordóñez Aguilar, geólogo.

## Integrantes
Hasta abril de 2025, El Colegio Nacional se encuentra integrado por 35 personas.
| Integrante                           | Especialidad                      | Área                              | Fecha de ingreso         |
| ------------------------------------ | --------------------------------- | --------------------------------- | ------------------------ |
| Gabriel Zaid (1934)                  | Poeta y ensayista                 | Artes y letras                    | 26 de septiembre de 1984 |
| Adolfo Martínez Palomo (1941)        | Patólogo y biólogo celular        | Ciencias biológicas y de la salud | 6 de junio de 1985       |
| José Sarukhán Kermez (1940)          | Biólogo especializado en ecología | Ciencias biológicas y de la salud | 26 de junio de 1987      |
| Pablo Rudomín (1934)                 | Neurofisiólogo                    | Ciencias biológicas y de la salud | 25 de febrero de 1993    |
| Manuel Peimbert Sierra (1941)        | Astrónomo                         | Ciencias exactas                  | 26 de mayo de 1993       |
| Eduardo Matos Moctezuma (1940)       | Arqueólogo                        | Ciencias sociales y humanidades   | 24 de junio de 1993      |
| Francisco Bolívar Zapata (1948)      | Biotecnólogo                      | Ciencias biológicas y de la salud | 8 de diciembre de 1994   |
| Luis Felipe Rodríguez Jorge (1948)   | Astrónomo                         | Ciencias exactas                  | 24 de febrero de 2000    |
| Enrique Krauze (1947)                | Historiador                       | Ciencias sociales y humanidades   | 27 de abril de 2005      |
| Eusebio Juaristi (1950)              | Químico                           | Ciencias exactas                  | 13 de febrero de 2006    |
| María Elena Medina-Mora Icaza (1951) | Psicóloga social                  | Ciencias biológicas y de la salud | 6 de marzo de 2006       |
| Diego Valadés Ríos (1945)            | Jurista                           | Ciencias sociales y humanidades   | 12 de febrero de 2007    |
| Luis Fernando Lara Ramos (1943)      | Lingüista                         | Ciencias sociales y humanidades   | 5 de marzo de 2007       |
| Linda Rosa Manzanilla Nahim (1951)   | Arqueóloga                        | Ciencias sociales y humanidades   | 9 de abril de 2007       |
| Ranulfo Romo Trujillo (1954)         | Neurofisiólogo                    | Ciencias biológicas y de la salud | 9 de marzo de 2011       |
| Jaime Urrutia Fucugauchi (1952)      | Geofísico                         | Ciencias exactas                  | 5 de febrero de 2014     |
| José Ramón Cossío Díaz (1960)        | Abogado                           | Ciencias sociales y humanidades   | 11 de febrero de 2014    |
| Juan Villoro (1956)                  | Escritor y periodista             | Artes y letras                    | 25 de febrero de 2014    |
| Antonio Lazcano Araujo (1950)        | Biólogo                           | Ciencias biológicas y de la salud | 6 de octubre de 2014     |
| Javier Garciadiego Dantán (1951)     | Historiador                       | Ciencias sociales y humanidades   | 25 de febrero de 2016    |
| Vicente Quirarte (1954)              | Escritor                          | Artes y letras                    | 3 de marzo de 2016       |
| Alejandro Frank Hoeflich (1951)      | Físico                            | Ciencias exactas                  | 31 de marzo de 2016      |
| Concepción Company Company (1954)    | Lingüista                         | Ciencias sociales y humanidades   | 23 de febrero de 2017    |
| José Antonio de la Peña (1958)       | Matemático                        | Ciencias exactas                  | 24 de marzo de 2017      |
| Julio Frenk Mora (1953)              | Médico                            | Ciencias biológicas y de la salud | 24 de mayo de 2017       |
| Christopher Domínguez Michael (1962) | Crítico literario                 | Artes y letras                    | 3 de noviembre de 2017   |
| Julia Carabias Lillo (1954)          | Bióloga                           | Ciencias biológicas y de la salud | 27 de agosto de 2018     |
| Susana Lizano Soberón (1957)         | Astrónoma                         | Ciencias exactas                  | 30 de noviembre de 2018  |
| Leonardo López Luján (1964)          | Arqueólogo                        | Ciencias sociales y humanidades   | 15 de marzo de 2019      |
| Claudio Lomnitz (1957)               | Antropólogo                       | Ciencias sociales y humanidades   | 5 de marzo de 2021       |
| Susana López Charretón (1957)        | Viróloga                          | Ciencias biológicas y de la salud | 29 de marzo de 2021      |
| Felipe Leal Fernández (1956)         | Arquitecto                        | Artes y letras                    | 26 de abril de 2021      |
| Gabriela Ortiz (1964)                | Compositora                       | Artes y letras                    | 30 de agosto de 2022     |
| Carlos Artemio Coello Coello (1967)  | Ingeniero                         | Ciencias exactas                  | 5 de mayo de 2023        |
| Cristina Rivera Garza (1964)         | Escritora                         | Artes y letras                    | 21 de julio de 2023      |
| Silvia Giorguli Saucedo (1970)       | Demógrafa                         | Ciencias sociales y humanidades   | 10 de febrero de 2025    |